# Roger Mason (guitariste)
 (décembre 2022).
Pour les articles homonymes, voir Roger Mason.
Roger Mason est un guitariste américain chanteur, compositeur et interprète né en 1944 dans l'état du Maryland.

## Biographie
Dès son arrivée à Paris en 1964, il commence à jouer de la guitare au Lionel Rocheman's Hootenany, à l'American Students and Artists Center et aux Catacombes de l'église américaine de Paris en utilisant une technique de jeu dite finger picking, pratiquement inconnue à l'époque en Europe. En 1970 il enregistre avec son ami Steve Waring le premier disque instrumental de l'Hexagone contenant des morceaux réalisés avec la technique du picking. Ce disque reste encore aujourd'hui un incontournable pour tous les amateurs des techniques de jeu en picking.
Il contribue à la transmission de l'apprentissage de la guitare folk et du finger-picking en publiant avec Steve Waring, dès 1971, des tablatures dans L'Anti-méthode de la guitare folk.
En 1971 il écrit Le Blues de la poisse, une adaptation très libre du vieil air de l'Arkansas Hard Luck Blues, de Lonnie Glossom. Ce blues remporte un vif succès et lui permet d'assurer les premières parties de Pete Seeger et de Robert Charlebois à l'Olympia.
Il enseigne la musique à Marymount International School de Neuilly-sur-Seine jusqu'en 1996, année où il quitte la France avec sa famille pour travailler à l'université de Miami et obtenir un doctorat en éducation musicale. Quand on pose à Steve Waring la question : "Mais qu'est donc devenu votre vieux complice Roger Mason ?", celui-ci répond avec humour : "Il lui est arrivé une catastrophe : il a épousé une américaine !"
En 2011 il enseigne encore la musique aux enfants.

## Discographie
- Guitares américaines - Special instrumental, 1970, avec Steve Waring (Le Chant du monde)
- Le Blues de la poisse, 1971 (Le Chant du Monde)
- Blues From Over the Border, 1973, avec Chris Lancry (Le Chant du monde)
- La Baleine Bleue, 1973, collaboration avec Steve Waring (Le Chant du monde)
- Le Blues du temps qu'il fait, 1973 (Le Chant du monde)
- Guitare cajun, 1975 (Le Chant du monde)
- Roger Mason et les Touristes, 1977 (Le Chant du monde)
- Hommage à Woody Guthrie, 1978 (Le Chant du monde)
- La Vie en vidéo, 1979 (RCA)
- Le Professeur Dorémi et Histoires de crocodiles, chansons pour enfants, 1982 (Le Chant du monde)
- La Lune qui rit, 1984 (Ragtime)
- French Blues, 2005 (Saphir)
- Cajungrass" 2023 (Washi Washa) avec The Strings Fellows